# ケントロサウルス
ケントロサウルス（学名: Kentrosaurus）は中生代ジュラ紀後期キンメリッジ期、アフリカに生息していた剣竜類の草食恐竜で、同時代に生息したステゴサウルスに近縁な属。学名は「スパイクのトカゲ」を意味する。

## 特徴

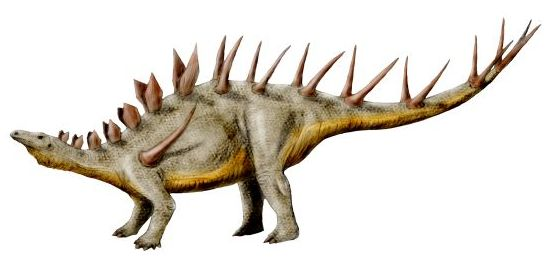
想像図

人間との大きさ比較

ステゴサウルスに近縁であるが、大きさ、装甲の形状、体の柔軟性において差異が認められる。大きさはステゴサウルスが体長7.4メートル、体重3,500キログラムに達するのに対してケントロサウルスは体長2.5 - 5メートル、体重400キログラム - 1.5トンとはるかに小型である。背中の骨板はステゴサウルスでは菱形の骨板が2列互い違いに配置されているが、ケントロサウルスでは2列対称に配置しており、更にその骨板はヨーロッパのレクソヴィサウルス（Lexovisaurus）などと同様に腰の辺りからは細く伸びた棘状に変化している。ステゴサウルスの骨板が体温調節の働きを持っていたのに対してケントロサウルスの骨板と棘の用途はもっぱら防衛のみだったようである。またケントロサウルスの腰の辺りには湾曲した鋭い棘がある。なおこの棘については、トゥオジャンゴサウルス（Tuojiangosaurus）など中国で発見されている他の種では肩についていたという証拠が得られているため、ケントロサウルスの復元に関しても見直すべきだという意見がある。

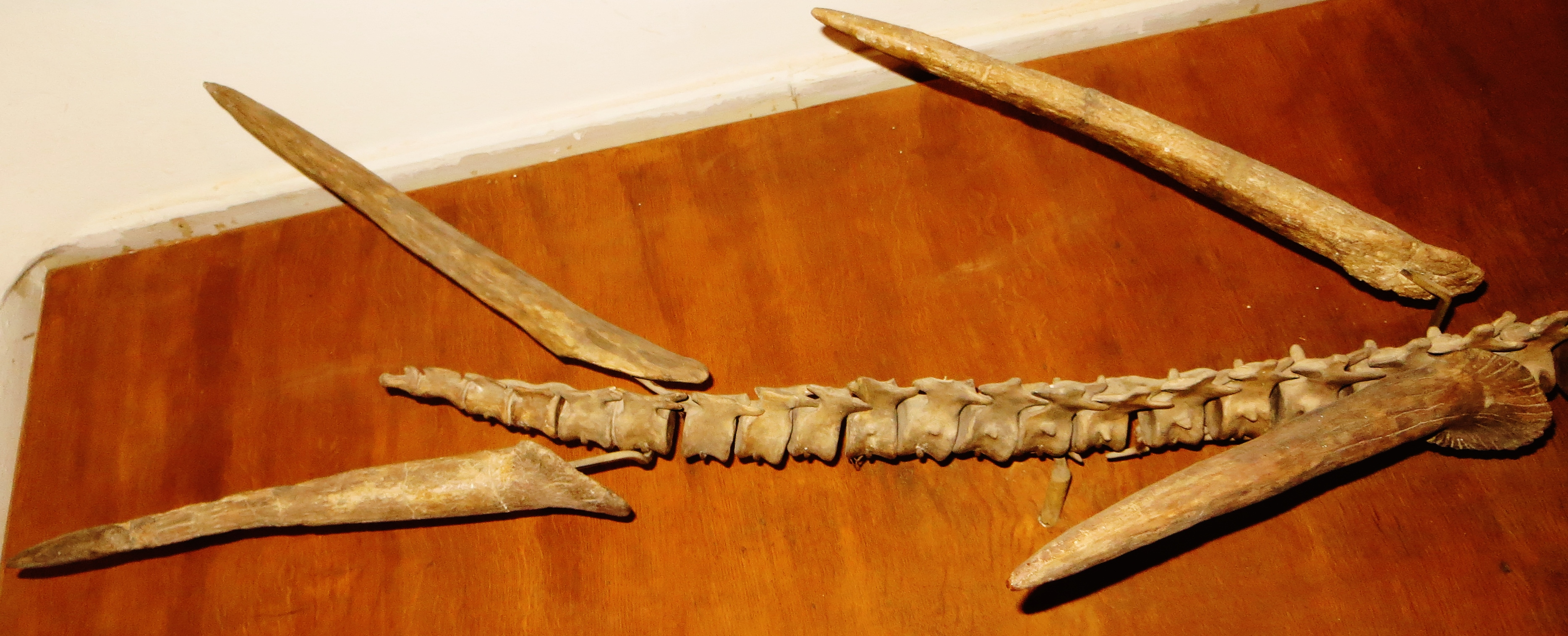
尾のスパイク

ステゴサウルスの脊椎骨を特徴付ける腰から尾にかけての脊椎骨の顕著な棘突起がケントロサウルスにはなかった。この棘突起に付着した強靭な筋肉によりステゴサウルスは後肢のみで立ち上がり樹木の葉を食べることもできたが、ケントロサウルスには不可能だったようである。足の他の部分に対する大腿骨の長さの比が大きくこの恐竜が遅くて不活発な恐竜であったことを示す。
頭骨については断片的な化石しか得られていないが、近縁種からの推定では頭骨は小さく細長い形態で、歯を失い、代わりに角質の嘴をもった吻があったとされる。

## 生息環境
北アメリカ大陸ロッキー山脈のモリソン累層で発見されたステゴサウルスと、アフリカ大陸タンザニアのテンダグル累層で発見されたケントロサウルスが近縁であるということは、両者の共通祖先が1つの大陸パンゲア超大陸（その後北半分がローラシア大陸、南半分がゴンドワナ大陸へと分裂）に生息していたことを示している。一方で、両者の相違点は同じ先祖をもつ動物が分裂したそれぞれの大陸で別々にたどった進化の上での変化を示している。 また、この2層の類似はブラキオサウルス類においても顕著である。

## 発見
1909年 - 1912年のドイツによるドイツ領東アフリカ遠征はいくつかの新しい恐竜種の発見をもたらした。この遠征に参加した3人の古生物学者の一人であるエドウィン・ヘニッヒが1915年にケントロサウルスを記載した。ほぼ完全な骨格が復元されベルリン大学のフンボルト博物館に展示されたが、博物館が第二次世界大戦中爆撃され大部分は焼失してしまった。